# Yvette Nicole Brown

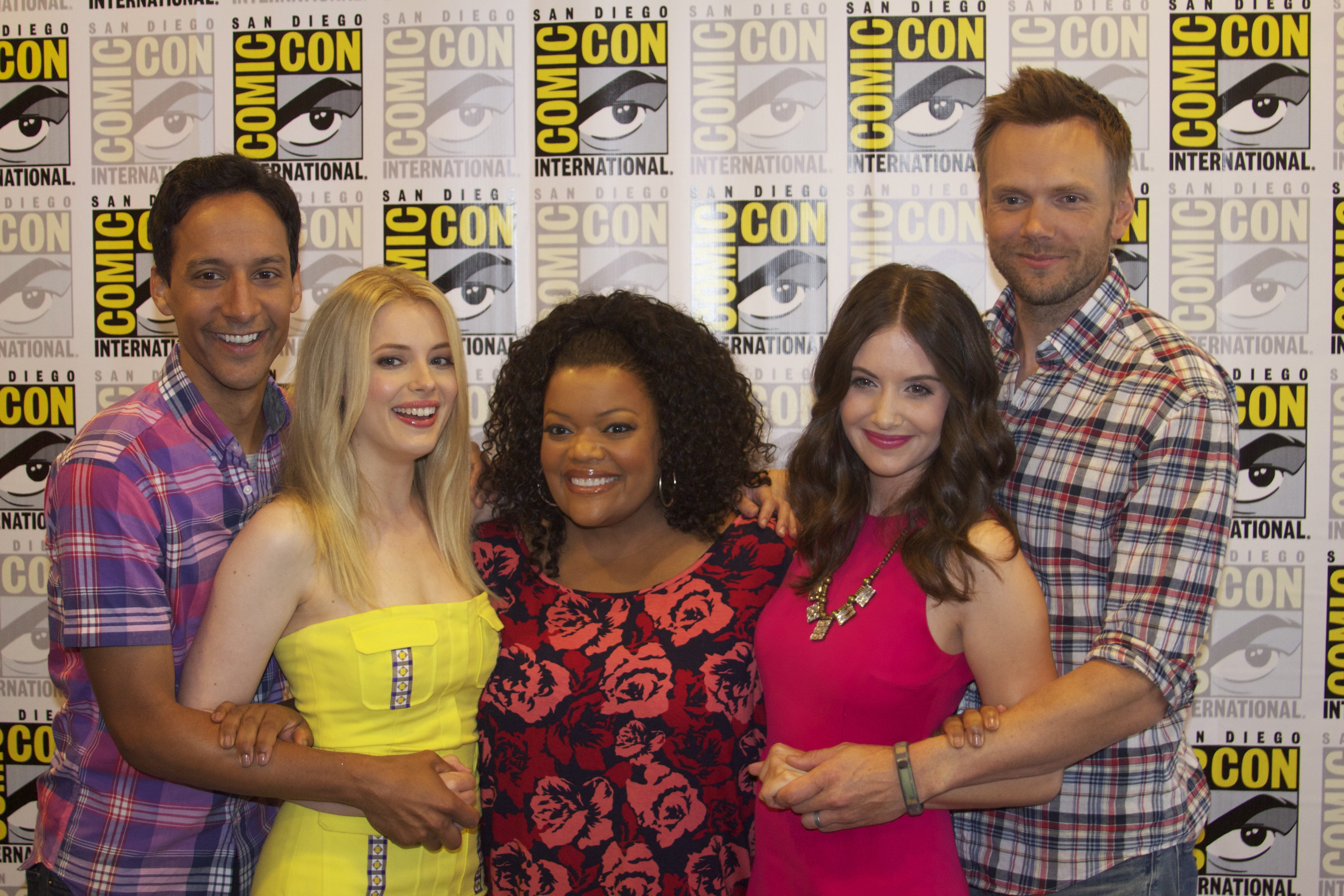
Repartiment de la sèrie Community, 2012.

Yvette Nicole Brown (East Cleveland, 12 d'agost de 1971) és una actriu, escriptora, còmica i presentadora estatunidenca. És coneguda pel seu paper a la sèrie Community, tot i que ha aparegut en altres sèries de televisió d'èxit com Malcolm in the Middle o That's So Raven. Yvette també tingué un paper recurrent a la sèrie Nickelodeon Drake & Josh. També ha fet papers secundaris en pel·lícules i ha posat veu a personatges de videojocs.

## Biografia
Yvette Nicole Brown va néixer el 12 d'agost de 1971 a East Cleveland, Ohio. Es va graduar a l'escola secundària Warrensville Heights el 1989 i posteriorment va estudiar comunicació a la Universitat d’Akron, on es va llicenciar en Comunicació el 1994. Mentre estudiava a Akron, va ser seleccionada per a la Omicron Delta Kappa, la National Leadership Honors Society. Després de graduar-se, Brown va fer classes d'interpretació a Hollywood.
L’any 1992 va fer el paper d’Yvette al videoclip 1-4-All-4-1 de la banda East Coast Family, un projecte de Michael Bivins per a Biv10 Records.¹ Abans de fer sèries i pel·lícules, Brown va treballar en anuncis publicitaris.
En televisió, va interpretar papers en programes com Girlfriends, That's So Raven, Malcolm in the Middle, House, The War at Home, Half & Half o la versió americana de The Office. Entre 2009 i 2015 va fer el paper de Shirley Bennett a la sèrie de comèdia NBC Community, pel qual va obtenir un Gracie Award com a actriu femenina destacada en una sèrie de comèdia o rol secundari especial. Va tenir un paper recurrent com Helen Dubois a la sitcom de Nickelodeon Drake & Josh i va donar veu al personatge Cookie de la sèrie d'animació nord-americana-canadenca Pound Puppies. Brown també va fer aparicions puntuals en programes i sèries com That '70s Show, Boston Legal, Chuck o The Soul Man. Va interpretar Dani en la versió del 2015 de The Odd Couple a la cadena CBS i el 2017 el personatge Dina Rose a la sitcom ABC The Mayor. El 2018 va assumir el paper de Nora, patrocinadora AA de Christy, el personatge central a Mom.
A més de la televisió, ha fet papers secundaris en pel·lícules com Tropic Thunder, Repo Men, (500) Days of Summer o Percy Jackson: Sea of Monsters.
També ha donat veu al personatge Harper del videojoc Minecraft: Story Mode, a més dels personatges de Luna a Elena of Avalor i la directora Amanda Waller a DC Super Hero Girls. 3 Ha presentat el programa Talking Dead i el reality show Cosplay Melee de la sèrie Syfy Cosplay.

## Filmografia
Fonts: IMDb i FilmAffinity.
| Pel·lícules | Pel·lícules                        | Pel·lícules                   | Pel·lícules                 |
| Any         | Títol                              | Paper                         | Notes                       |
| ----------- | ---------------------------------- | ----------------------------- | --------------------------- |
| 2004        | Little Black Book                  | Mandy                         |                             |
| 2005        | The Kid & I                        | Bunny                         | Aparició especial           |
| 2005        | The Island                         | Infermera                     | Cameo                       |
| 2006        | Dreamgirls                         | Curtis la secretària          | Aparició especial           |
| 2008        | The Neighbor                       | Infermera                     | Aparició especial           |
| 2008        | Tropic Thunder                     | Assistent de Peck             | Paper secundari             |
| 2008        | Merry Christmas, Drake & Josh      | Helen Dubois                  | Personatge secundari        |
| 2013        | Percy Jackson: The Sea of Monsters | Germana Gris                  |                             |
| Televisió   |                                    |                               |                             |
| Any         | Títol                              | Paper                         | Notes                       |
|             | That '70s Show                     | -                             |                             |
|             | 7th Heaven                         | -                             | Aparició especial           |
| 1972        | Happy Moments                      | Giorgia                       | Paper principal             |
| 2002        | Girlfriends                        | -                             | Aparició especial           |
| 2003        | Curb Your Enthusiasm               | -                             | Aparició especial           |
| 2004        | Half & Half                        | Ceci                          | Paper recurrent             |
| 2004        | The Big House                      | Eartha Cleveland              | Paper recurrent             |
| 2004−2008   | Drake & Josh                       | Helen Ophelia Dubois          | Recurrent                   |
| 2005        | Hot Properties                     | -                             | Convidat                    |
| 2005        | The War At Home                    | -                             | Convidat                    |
| 2005        | Two and a Half Men                 | -                             | Convidat                    |
| 2005        | That's So Raven                    | Monica                        | Convidat                    |
| 2006        | Pepper Dennis                      | Angela Howell                 | Paper recurrent             |
| 2006        | Sleeper Cell                       | -                             | Paper recurrent             |
| 2006        | Malcolm in the Middle              | Guàrdia de seguretat          | Aparició especial           |
| 2007        | American Body Shop                 | -                             | Convidat                    |
| 2007        | House, MD                          | -                             | Convidat                    |
| 2007        | The Office                         | -                             | Convidat                    |
| 2007        | Entourage                          | -                             | Convidat                    |
| 2009        | True Jackson, VP                   | Coral                         | Actuació especial           |
| 2009        | iCarly                             | Estudiant d'art               | Actuació especial           |
| 2009        | Community                          | Shirley                       | Paper principal             |
| 2011        | Victorious                         | Helen Dubois                  | Episodi: "Helen Back Again" |
| 2013        | Shake it Up                        | Madame "Clarividente" Tiffany | Personatge Recurrent        |
| 2013        | Once Upon a Time                   | ursula                        | Episodi: "Ariel"            |